# Maigrets Memoiren
Maigrets Memoiren (französisch: Les mémoires de Maigret) ist ein Roman des belgischen Schriftstellers Georges Simenon. Er ist der 35. Roman einer Serie von insgesamt 75 Romanen und 28 Erzählungen um den Kriminalkommissar Maigret. Der Roman entstand vom 19. bis 27. September 1950 und wurde im Folgejahr vom Verlag Presses de la Cité veröffentlicht. Die erste deutsche Übersetzung von Hansjürgen Wille und Barbara Klau erschien 1958 bei Kiepenheuer & Witsch. 1978 veröffentlichte der Diogenes Verlag eine Neuübersetzung von Roswitha Plancherel.
Der Roman Maigrets Memoiren nimmt innerhalb der Maigret-Reihe eine Sonderstellung ein. Er ist kein Kriminalroman im eigentlichen Sinne. Stattdessen lässt Simenon seinen berühmt gewordenen Kommissar seine Memoiren verfassen. Dabei wechseln die Rollen: Maigret wird zum Erzähler, Simenon zu seiner literarischen Figur. Maigret berichtet die Anfänge seiner Polizeikarriere und seine erste Begegnung mit Madame Maigret. Er erzählt auch von einem jungen Schriftsteller, der ihn zum Gegenstand von Kriminalromanen macht, und er nutzt die Gelegenheit, das von ihm kolportierte Bild zurechtzurücken, die wirkliche Polizeiarbeit zu schildern und einige Fehler Simenons zu korrigieren.

## Inhalt

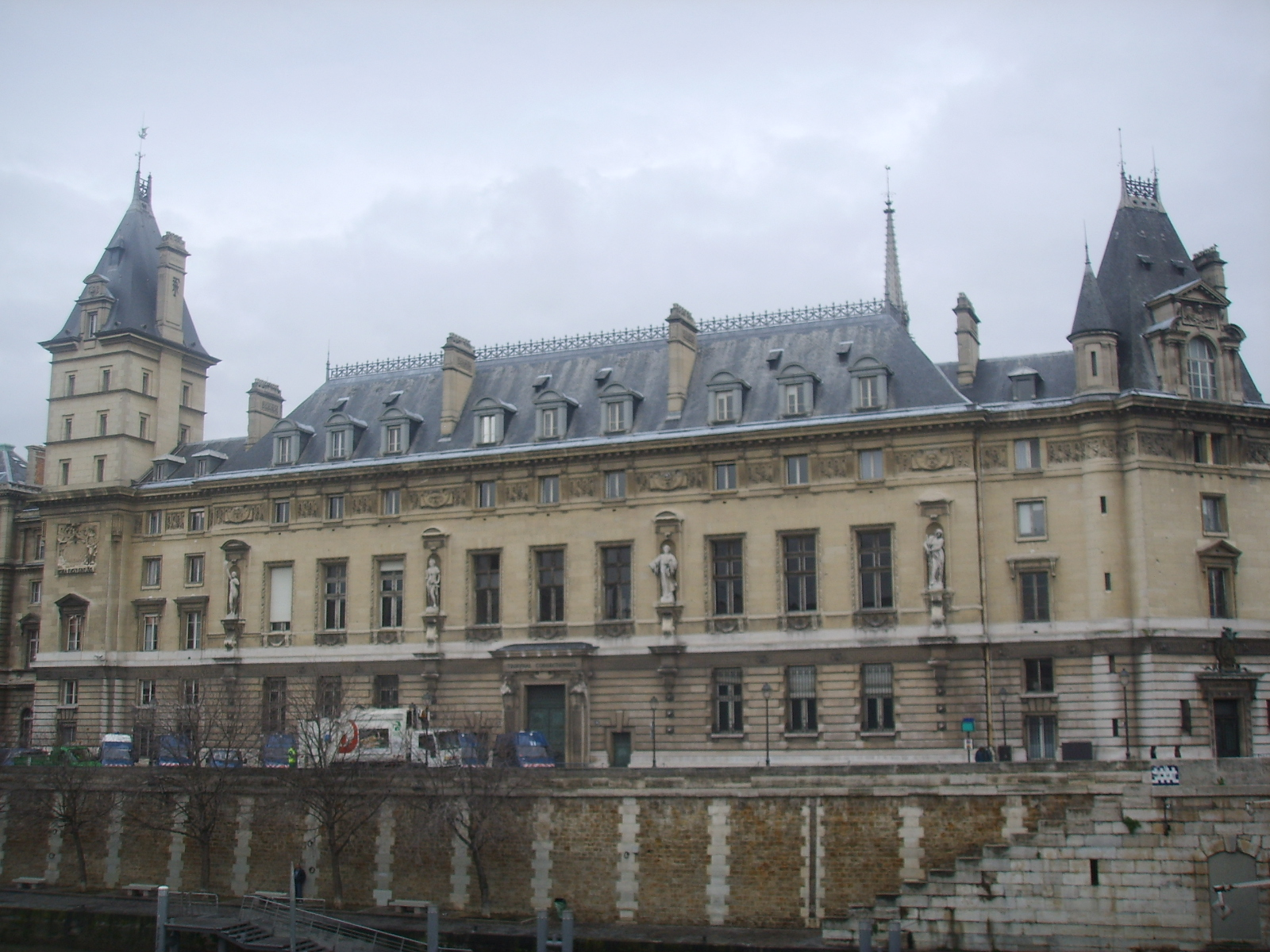
Quai des Orfèvres, von der Seine aus gesehen

Im Jahr 1927 oder 1928 – genau erinnert sich Maigret nicht mehr – ruft der Leiter der Pariser Kriminalpolizei, Xavier Guichard, Maigret zu sich und stellt ihm den 24-jährigen Georges Sim vor, der sich für die Polizeiarbeit interessiere. Maigret soll den jungen Mann, der insistiert, kein Journalist zu sein, sondern Schriftsteller, durch den Quai des Orfèvres führen. Doch Sim zeigt ein auffälliges Desinteresse für konkrete Details, insbesondere Berufsverbrecher interessieren ihn nicht. Stattdessen will er vor allem die Atmosphäre am Quai kennenlernen. Monate später findet Maigret einen Groschenroman namens Das Mädchen mit den Perlen, geschrieben von Georges Sim, und die Hauptfigur ist er, Maigret. Einige Zeit später ist aus Georges Sim Georges Simenon geworden, und er bringt nun eine ganze Reihe „halb-literarischer“ Maigret-Romane auf den Markt.
Maigret wird durch die Romane zur Berühmtheit, allerdings auch zum Ziel des Spottes seiner Kollegen. Er legt Wert darauf, dass sein wirkliches Leben anders ablaufe als geschildert, dass die wirklichen Ermittlungen vielmehr ein Zusammenspiel aller Kräfte der Kriminalpolizei seien, als dass ein Kommissar im Alleingang alle Zeugen befrage. Doch Simenon verteidigt sich, er mache die Wahrheit echter, als sie sei. Er verdichte die Abläufe, um sie für den Leser zu vereinfachen. Auch in Details erlaubt sich Simenon diese Vereinfachung: Seit er in Maigrets Büro einmal eine Melone und einen Überzieher mit Samtkragen gesehen hat, stattet er seine Romanfigur damit aus, obwohl der wahre Maigret kaum jemals so gekleidet ist. Und Simenon wärmt seine Romanfigur noch immer an einem alten gusseisernen Ofen auf, obwohl der Quai längst auf Zentralheizung umgestellt wurde. In anderen Details aber, im Rauchen seiner Pfeife, im Gang, ja sogar in der Art zu sprechen scheint sich umgekehrt der Schriftsteller seiner Schöpfung anzunähern, wie Maigret mit einer gewissen Genugtuung feststellt.
Maigret berichtet nun selbst einige Episoden aus seinem Leben. Vom Vater, der Gutsverwalter beim Schloss Saint-Fiacre war, von seiner Mutter, die an Komplikationen bei der Geburt ihres zweiten Kindes starb, als Maigret acht Jahre alt war. Maigret lebte danach bei seiner Tante in Nantes, studierte zwei Jahre Medizin, brach das Studium ab, als sein Vater starb und fuhr nach Paris. Dort ist es ein Nachbar, Inspektor Jacquemain, der Maigret für den Polizeidienst interessiert und in ihm die Sehnsucht wachruft, auch einmal an den Quai des Orfèvres zu gelangen. Doch zuvor muss Maigret noch zahlreiche Stationen im Polizeidienst durchlaufen. Ein Freund namens Félix Jubert nimmt Maigret eines Abends zu einer Party von Mitarbeitern des Amtes für Straßen- und Brückenbau mit. Dort trifft Maigret auf Louise Léonard, die später Madame Maigret werden sollte.
Maigret erzählt vom Polizeialltag, der hauptsächlich aus Streifendienst besteht, so dass die Polizisten wegen ihres hohen Schuhverschleißes den Spitznamen „Nagelsocken“ tragen. Er berichtet von der Pariser Sitten- und Fremdenpolizei und schließlich seiner Berufung zur Kriminalpolizei samt seiner ersten Verhaftung. Er beschreibt das besondere Verhältnis zwischen Polizisten und Verbrechern: beide akzeptieren einander, obwohl sie auf verschiedenen Seiten des Gesetzes stehen, beide verrichten tagtäglich nur ihre Arbeit. Maigrets Aufgabe sei schlicht, zu verhindern, dass die anderen zu viel Unheil anrichten und dafür zu sorgen, dass die Rechnung am Ende beglichen wird, indem sie für ihre Taten bezahlen. Obwohl sich Maigret eigentlich dem Milieu der braven Bürger zurechnet, kennt er auch diese andere Seite, und er hat gelernt sie zu verstehen. Er akzeptiert sie ohne Neugier, Hass oder Ekel, und zitiert seinen Religionslehrer: „Wenig Wissen entfernt uns vom Menschen, viel Wissen führt uns zu ihm zurück.“
Maigret beschwert sich über Simenons Unart, ständig die Daten durcheinanderzuwerfen. Zudem habe er ihn eines Tages viel zu früh in Pension geschickt, weil er die Atmosphäre des Quais leid geworden sei. Maigret hat in Simenons Büchern alle Fehler, die jener mangels Wissen oder aus schriftstellerischer Freiheit beging, angestrichen, doch eine Korrektur erscheint ihm nun zu pedantisch. Lediglich Madame Maigret legt ihm noch einen kleinen Zettel mit Punkten vor, die er berichtigen soll: Simenon schrieb mehrmals, sie wohnten am Place des Vosges statt im Boulevard Richard-Lenoir. Tatsächlich sei dies Simenons Wohnung, in die er die Maigrets aber einige Wochen einziehen ließ, als er in Afrika weilte und der Boulevard renoviert wurde. Maigrets Neffe war einst von seinem Onkel selbst bei der Polizei untergebracht worden, wurde später aber nicht mehr erwähnt, weil er sich im Polizeidienst nicht bewährte und einen Posten in der Firma seines Schwiegervaters annahm. Von Maigrets Kollegen sitzt Lucas nun in seinem Büro mit einer Pfeife Maigrets als Andenken. Auch der kleine Janvier arbeitet noch am Quai, der dicke Torrence dagegen hat ein Detektivbüro eröffnet. Schließlich ist Madame Maigret ein Punkt noch besonders wichtig: der Pflaumenschnaps, den Simenon Maigret immer trinken lässt, ist in Wirklichkeit elsässischer Himbeergeist.

## Rezeption
Laut Uwe Nettelbeck ist es „ein altes Spiel der Literatur, Fiktionen ersten und zweiten Grades gegeneinander antreten zu lassen.“ Mit Maigrets Memoiren habe Simenon dieser Finte ein ganzes Buch gewidmet, „eine ironische Variation des Simenonschen Themas: Nichts ist, wie es scheint.“ Julian Symons beschrieb dieses „sehr geistreiche Buch“ als „Prosastück, das zugleich den Mythos Maigret glaubhaft vertieft und dennoch seine Künstlichkeit betont“. Fenton Bresler vermutete jedoch, dass die Reaktion vieler Leser „eher Unbehagen statt Vergnügen angesichts des doch recht trockenen Humors sein dürfte. Der ganze Roman strahlt etwas Gespenstisches aus“. Für Stanley G. Eskin wurde der „zunächst lockere und heitere Ton“ der „wundervollen“ Memoiren am Ende ernst, als Maigret „sein Mitgefühl für die unteren Mitglieder der Gesellschaft“ ausdrücke, zu denen er auch selbst hätte gehören können.
Georg Hensel fasste zusammen: „In Les mémoires de Maigret hat sich Georges Simenon zu einer realen Erinnerung seines fiktiven Kommissars Maigret gemacht. Er hat Schöpfer und Geschöpf, Realität und Fiktion vertauscht.“ Tilman Spreckelsen urteilte: „Ein netter Einfall, eine mitunter zähe Lektüre, ein Buch für Fans“. Auch Oliver Hahn empfahl das Buch auf maigret.de Maigret-Liebhabern und zog das Fazit: „Es ist und bleibt aber eines der besten Bücher, die Simenon uns hinterlassen hat. Der Schriftsteller hat erkannt, das Maigret schon zu dieser Zeit zu einem Mythos wurde und hat eine (Auto)Biographie verfasst, die mit dem Leben und Sein des Kommissars sehr ironisch umgeht.“
Der Bayerische Rundfunk produzierte im Jahr 1983 eine Hörspielumsetzung unter der Regie von Gerhard Aberle. Es sprachen unter anderem Wolfgang Hess als Erzähler, Walter Richter als Maigret, Cordula Trantow als Madame Maigret und Bernd Herberger als Simenon. Im Jahr 2018 veröffentlichte der Audio Verlag ein von Walter Kreye eingelesenes Hörbuch.

## Ausgaben
- Georges Simenon: Les Mémoires de Maigret. Presses de la Cité, Paris 1951 (Erstausgabe).
- Georges Simenon: Maigrets Memoiren. Übersetzung: Hansjürgen Wille, Barbara Klau. Kiepenheuer & Witsch, Köln 1963.
- Georges Simenon: Maigrets Memoiren. Übersetzung: Hansjürgen Wille, Barbara Klau. Heyne, München 1972.
- Georges Simenon: Maigrets Memoiren. Übersetzung: Roswitha Plancherel. Diogenes, Zürich 1978, ISBN 3-257-20507-4.
- Georges Simenon: Maigrets Memoiren. Sämtliche Maigret-Romane in 75 Bänden, Band 35. Übersetzung: Roswitha Plancherel. Diogenes, Zürich 2008, ISBN 978-3-257-23835-8.
- Georges Simenon: Maigrets Memoiren. Übersetzung: Hansjürgen Wille, Barbara Klau. Kampa, Zürich 2018, ISBN 978-3-311-13035-2.